# تئودور لابلو
تئودور لابلو (انگلیسی: Theodore Loblaw؛ ۱ ژوئیهٔ ۱۸۷۲ – ۲ آوریل ۱۹۳۳) کارآفرین، بازرگان و مدیر ارشد اجرایی کانادایی اسکاتلندی‌تبار بود، که در سال ۱۹۱۹ شرکت لابلو کمپانیز را تأسیس نمود.